# UFC Fight Night: Bermudez vs. Korean Zombie
UFC Fight Night: Bermudez vs. Korean Zombie (también conocido como UFC Fight Night 104) fue un evento de artes marciales mixtas organizado por Ultimate Fighting Championship el 4 de febrero de 2017, en el Toyota Center en Houston, Texas.

## Historia
Un combate de peso pluma entre Dennis Bermudez y Chan Sung Jung fue el encabezado de este evento. Esta fue la primera pelea de Jung  desde agosto de 2013, cuando  regresó del servicio militar.
Una pelea de peso ligero entre Evan Dunham y Abel Trujillo fue originalmente programada para UFC Fight Night: Poirier vs. Johnson. Aun así, Trujillo fue sacado de la pelea por una lesión no revelada. La pelea fue reprogramada para este evento.
Una pelea en el peso paja femenino entre Jéssica Andrade y la campeona peso paja de Invicta FC, Angela Hill, fue brevemente vinculada a UFC 207. Sin embargo, la pelea nunca se materializó para ese evento debido a una regla en la política antidopaje de UFC con USADA. Posteriormente, la pelea fue reprogramada para este evento.
El 19 de enero, la cartelera sufrió múltiples cambios por lesiones: Evan Dunham y Johnny Case fueron sacados de sus respectivos combates contra Abel Trujillo y James Vick. Posteriormente, Trujillo y Vick fueron programados para enfrentarse. También, Sheldon Westcott fue forzado a retirarse de su pelea frente a Alex Morono. Este fue reemplazado por Niko Price.
Jan Błachowicz enfrentaría a Ovince Saint Preux, pero fue sacado el 21 de enero, debido a una lesión y fue reemplazado por el recién llegado Volkan Oezdemir.
Se esperaba que Justin Ledet enfrentara a Dmitry Sosnovskiy en el evento. Aun así, Ledet fue sacado de la pelea el 26 de enero por una lesión no revelada. Sosnovskiy fue removido de la cartelera y reeprogramado en otro evento.
En el pesaje, Bec Rawlings entró con 117.5 lbs, por encima del límite de 116 lbs de la división peso paja femenina. Rawlings recibió una multa del 20% de su paga, que fue para Tecia Torres y la pelea se llevó a cabo según lo programado en el peso acordado.

## Premios de bonificación
Los siguientes peleadores fueron premiados con bonos de  $50,000:
- Pela de la Noche: Jéssica Andrade vs. Angela Hill
- Actuación de la Noche: Chan Sung Jung y Marcel Fortuna

## Consecuencias
Niko Precio, Curtis Blaydes y Abel Trujillo todos dieron  positivo por marihuana en un test antidrogas después de la pelea. Los tres han sido suspendidos por 90 días y multados por $1,000 por el Departamento de Licencias y Regulación de Texas (TDLR). A pesar de los fracasos del test por marihuana, ninguno recibió ninguna sanción de la USADA, ya que solo suspende a los peladores por cannabis si su prueba de drogas sale con más de 150 ng/ml de los metabolitos de la sustancia. Las victorias de Price y Blaydes fueron anuladas a "sin decisión".
El 5 de abril, se anunció que Ledet aceptó una sanción de cuatro meses de la USADA por una infracción de la política antidopaje luego de una prueba fuera de competencia realizada el 12 de enero. El período de inelegibilidad comenzó el 1 de febrero de 2017, fecha en la que fue suspendido provisionalmente de la competencia.